# Ostrowe-Stańczyki
Ostrowe-Stańczyki – wieś w Polsce położona w województwie mazowieckim, w powiecie przasnyskim, w gminie Krzynowłoga Mała. Ma status sołectwa.
| SIMC    | Nazwa             | Rodzaj    |
| ------- | ----------------- | --------- |
| 0512556 | Ostrowe-Dyle      | część wsi |
| 0512562 | Ostrowe-Kokacze   | część wsi |
| 0512579 | Ostrowe-Kopcie    | część wsi |
| 0512585 | Ostrowe-Przedbory | część wsi |

W latach 1975–1998 miejscowość administracyjnie należała do województwa ostrołęckiego.